# Jette Søndergaard
Jette Søndergaard (født i Løgumkloster) er en dansk skuespiller, der er mest kendt for sine roller i René Frelle Petersen-filmene Onkel (2019), Resten af livet (2022) og Hjem kære hjem (2025).

## Karriere
Søndergaard flyttede efter sin gymnasietid på Tønder Gymnasium til København, hvor hun blev optaget på dyrlægestudiet. Efter endt studie arbejdede hun som dyrlæge i et par år, inden hun efter nogle år sideløbende tog workshops og kurser omkring skuespil i både Danmark og USA for at videreudvikle sin skuespillerkarriere. 
Her fik hun debut i filmen Hundeliv (2016) af Frelle Petersen, hvor hun spillede en mindre rolle. Efter filmen fik Petersen en idé til en historie, der skulle filmatiseres på Søndergaards onkels gård i Tønder. Petersen skrev derfor også rollen specifikt til Søndergaard og hendes onkel, hvilket resulterede i endnu et samarbejde mellem parterne, der blev til filmen Onkel (2019), hvor Søndergaard havde sin første hovedrolle.
Dette samarbejde fortsatte i de efterfølgende to film af Petersen Resten af livet (2022) og Hjem kære hjem (2025), hvoraf førstnævnte film vandt Bodilprisen for bedste danske film ved Bodiluddelingen 2023.
Søndergaard er blevet nomineret til Bodilprisen for bedste kvindelige hovedrolle for både Onkel og Resten af livet. Kendetegnende for samarbejdet mellem Petersen og Søndergaard, der begge er opvokset i Sønderjylland, er skildringen af og fokusset på sønderjysk kultur og sprog, som har afspejlet sig i alle filmene.

## Filmografi
| År   | Titel           | Rolle |
| ---- | --------------- | ----- |
| 2016 | Hundeliv        | Maria |
| 2019 | Onkel           | Kris  |
| 2022 | Resten af livet | Line  |
| 2025 | Hjem kære hjem  | Sofie |

| År   | Titel          | Rolle            |
| ---- | -------------- | ---------------- |
| 2023 | Agent          | Rikke Thornkvist |
| 2023 | Carmen Curlers | Ellen            |